# Bajo Guadalentín
Il Bajo Guadalentín è una delle 12 comarche della Regione di Murcia. Conta 88.254 abitanti (2009) ed ha come capoluogo la città Mazarrón. Il suo nome, in italiano Basso Guadalentín, è dovuto al fatto che la comarca è situata nel corso basso del fiume Guadalentín.
L'economia si basa sull'agricoltura, sulla pesca ma soprattutto sul turismo essendo la città di Mazarrón, con le sue spiagge, uno dei principali centri turistici di tutta la regione.

## Comuni
|                  | \| Comune \| Abitanti \| \| ---------------- \| -------- \| \| Mazarrón \| 34.351 \| \| Totana \| 28.976 \| \| Alhama de Murcia \| 19.417 \| \| Librilla \| 4.455 \| \| Aledo \| 1.055 \| |
| Comune           | Abitanti |
| Mazarrón         | 34.351 |
| Totana           | 28.976 |
| Alhama de Murcia | 19.417 |
| Librilla         | 4.455 |
| Aledo            | 1.055 |